# Chiastocheta pellmyri
Chiastocheta pellmyri är en tvåvingeart som beskrevs av Masayoshi Suwa 1989. Chiastocheta pellmyri ingår i släktet Chiastocheta och familjen blomsterflugor. Inga underarter finns listade i Catalogue of Life.